# He Knows You Know
He Knows You Know è un singolo del gruppo musicale britannico Marillion, il primo estratto dal primo album in studio Script for a Jester's Tear e pubblicato nel gennaio 1983.

## Tracce
Testi e musiche dei Marillion.
- Lato A

1. He Knows, You Know – 3:30

- Lato B

1. Charting the Single – 4:50

## Formazione
Gruppo
- Fish – voce, arrangiamento
- Steve Rothery – chitarra elettrica, chitarra acustica, arrangiamento
- Pete Trewavas – basso, basso fretless, arrangiamento
- Mark Kelly – pianoforte, clavicembalo, minimoog, sintetizzatore, organo Hammond, arrangiamento
- Mick Pointer – batteria, percussioni, arrangiamento

Altri musicisti
- Pete James – effetti sonori

Produzione
- Nick Tauber – produzione
- Simon Hanhart – registrazione, missaggio
- Mark, Andy, Mike Martin – assistenza tecnica

## Classifiche
| Classifica (1983)             | Posizione massima |
| ----------------------------- | ----------------- |
| Regno Unito                   | 35                |
| Stati Uniti (mainstream rock) | 21                |